# Caruaru
Caruaru è un comune del Brasile nello Stato del Pernambuco, parte della mesoregione dell'Agreste Pernambucano e della microregione della Vale do Ipojuca. Conosciuta come Princesa do Agreste (Principessa dell'Agreste) e Capital do Forró, è la più importante città dell'Agreste pernambucano. Il santo patrono è Nossa Senhora das Dores.

## Storia
Dichiarata dall'UNESCO uno dei maggiori centri di arti visive delle americhe è anche sede di uno dei più grandi mercati popolari del Brasile. La città si anima tutti gli anni nel mese di giugno per il São João (in onore di San Giovanni), quando viene organizzato una festa di carattere rurale, dove i partecipanti amano mascherarsi da contadini e cimentarsi nel ballo del Forró.